# Alain Gouaméné
Pierre Alain Gouaméné Guiahouli (Badiépa, 1966. június 15. –) elefántcsontparti válogatott labdarúgó.

## Klubkarrier
Gouaméné az ASEC Mimosas, a Raja Casablanca, AS Trouville – Deauville és a Toulouse FC csapatában játszott.

## Nemzetközi karrier
Gouaméné az elefántcsontparti válogatott kapusaként az Afrikai nemzetek kupáján a meccsek és a részvétel rekordját tartja. 2000-ben Losseni Konaté váltotta őt az Elephants góljában

## Edzői karrier
Játékoskarrierje után Gouaméné a válogatott kapusedzője volt, majd 2006 nyarán posztot váltott, és az elefántcsontparti 15 és 17 év közöttiek válogatottja lett.

## Fordítás
- Ez a szócikk részben vagy egészben  az   Alain Gouaméné című angol Wikipédia-szócikk fordításán alapul.  Az eredeti cikk szerkesztőit annak laptörténete sorolja fel. Ez a jelzés csupán a megfogalmazás eredetét és a szerzői jogokat jelzi, nem szolgál a cikkben szereplő információk forrásmegjelöléseként.